# Osamu Dezaki
Osamu Dezaki (出崎統?, Dezaki Osamu; Shinagawa, 18 novembre 1943 – Tokyo, 17 aprile 2011) è stato un regista di anime giapponese.

## Biografia
Diplomatosi presso il liceo Kitazono, dopo un periodo come impiegato presso la Toshiba, entra alla Mushi Production di Osamu Tezuka, dove si forma in fretta come disegnatore e animatore. 
Dopo aver diretto alcuni episodi delle serie Astro Boy e Kimba - il leone bianco lascia la Mushi per diventare un freelance e fonda, con il fratello maggiore Tetsu e Gisaburō Sugii, lo studio Art Fresh.
Nel 1970 gli viene affidata dalla Mushi la regia generale della serie Rocky Joe, che diviene subito un cult, ma che nonostante il successo di pubblico viene interrotta anticipatamente.
Tra i fondatori dello studio di animazione Madhouse nel 1972, passa da un progetto all'altro, diventando uno dei più importanti registi per la Tokyo Movie Shinsha.
Negli anni ottanta e novanta lavora prima in trasferta all'estero, insegnando anche tecnica dell'animazione in una major americana, poi di nuovo in patria presso la Tezuka Productions, stavolta anche nel campo degli OAV, come nel caso dei dieci episodi di Black Jack realizzati nel 1993.
Dezaki è rimasto sostanzialmente fedele all'animazione seriale e ha diretto solo due film di rilievo (oltre vari special TV di Lupin III), Golgo 13 nel 1983 e Black Jack - La sindrome di Moira nel 1996, oltre all'adattamento per il grande schermo di Jenny la tennista e i film di montaggio delle sue serie più celebri.
Dopo una lunga pausa, è tornato  alla regia, con due lungometraggi, Air del 2005 e Clannad del 2007, e due serie TV, Utraviolet: Code 044 nel 2008 e Cobra The Animation: Rokunin no yūshi nel 2009.
È scomparso nel 2011 all'età di 67 anni per un tumore ai polmoni.

## Stile
Pur lavorando sempre su soggetti scritti da altri autori (Jenny la tennista, Lady Oscar e L'isola del tesoro tra gli altri) è riuscito ad imprimere un segno caratteristico a tutta la sua opera, sia per lo stile, caratterizzato da inquadrature "oblique" ed angolate dal basso nella maniera espressionista, sia per il tipo di storie, spesso permeate di un certo nichilismo di fondo, che in animazione non troverà validi corrispettivi nemmeno negli anni a seguire. A lui si deve l'introduzione negli anime di soluzioni registiche innovative come lo split screen e l'uso di fermi immagine su disegni particolarmente curati, da lui stesso definiti "cartoline ricordo". È stato anche il primo regista a sperimentare l'animazione digitale generata da un computer in una scena panoramica in Golgo 13.

## Opere principali

### Regista

#### Serie televisive
- Astro Boy (Tetsuwan Atom) (1963) - 5 episodi
- Big X (1964) - co-diretto
- The Monkey (Goku no daiboken) (1967) - 8 episodi
- Kaminari Boy Pikkaribee (1967-68) - regia episodi
- Wanpaku Tanteidan (1968) - 6 episodi
- Dororo (1969) - 3 episodi
- Rocky Joe (Ashita no Joe) (1970-71) - 79 episodi
- Le fiabe di Andersen (Anderusen Monogatari) (1971) - 1 episodio
- Shin Moomin (1972) - 1 episodio
- Hazedon (1972) - primi 10 episodi
- Jungle kurobe (1973) - 31 episodi
- Karate baka ichidai (1973-74) - 47 episodi
- Jenny la tennista (Ace o nerae!) (1973-74) - 26 episodi
- Giatrus, il primo uomo (Hajime ningen Gyatoruz) (1974-76) - 8 episodi
- Topolino in... Gamba (Ganba no boken) (1975) - 26 episodi
- Ganso Tensai Bakabon (1975-77) - 37 episodi
- Le più belle favole del mondo (Manga sekai mukashi banashi) (1976) - 9 episodi
- Remi - Le sue avventure (Rittai anime ie naki ko) (1977-78) - 51 episodi
- L'isola del tesoro (Takarajima) (1978) - 26 episodi
- Lady Oscar (Versailles no bara) (1979-80) - episodi 19-40
- Rocky Joe, il campione (Ashita no Joe 2) (1980-81) - 47 episodi
- Space Adventure Cobra (1982-83) - 31 episodi
- Caro fratello (Oniisama e...) (1991-92) - 39 episodi
- In principio: Storie dalla Bibbia (Tezuka Osamu no kyūyaku seisho monogatari) (1992) - 26 episodi
- Hakugei: Legend of the Moby Dick (Hakugei Densetsu) (1997-99) - 26 episodi
- Yuki no joō (2005-06) - 36 episodi
- Ultraviolet: Code 044 (2008) - 12 episodi
- Genji Monogatari Sennenki (2009) - 11 episodi

#### OAV
- Jenny, Jenny (Ace wo Nerae! 2) (1988) - 13 episodi
- One Pound Gospel (1988) - mediometraggio
- Nightsong of Splendor (Kasei Yakyoku) (1989) - 4 episodi
- Jenny, Jenny (Final Stage) (Ace wo Nerae: Final Stage) (1989-90) - 12 episodi
- B.B Burning Blood (1990-91) - 3 episodi
- Legend of the Dragon Kings (Souryuuden) (1991) - primi 3 episodi
- Black Jack - Dieci indagini nel buio (Black Jack), (1993-2000) - 10 episodi
- Golgo 13: Queen Bee (1998) - mediometraggio

#### Lungometraggi
- Jenny la tennista (Ace wo Nerae!) (1979)
- Space Adventure Cobra (1982)
- Golgo 13: Il professionista (Golgo 13) (1983)
- Lupin III - Bye Bye Liberty: Scoppia la crisi! (Rupan sansei: Bye Bye Liberty - Kiki ippatsu!) (1989) - film TV
- Lupin III - Il mistero delle carte di Hemingway (Rupan sansei: Hemingway Paper no nazo) (1990) - film TV
- Shuranosuke - Falce di morte (Shuranosuke Zanmaken: Shikamamon no Otoko) (1990) - mediometraggio
- Lupin III - Ruba il dizionario di Napoleone! (Rupan sansei: Napoleon no jisho wo ubae) (1991) - film TV
- Lupin III - Il tesoro degli zar (Rupan sansei: Russia yori ai wo komete) (1992) - film TV
- Lupin III - All'inseguimento del tesoro di Harimao (Rupan sansei: Harimao no zaiho wo oe!) (1995) - film TV
- Black Jack - La sindrome di Moira (Black Jack The Movie) (1996)
- Hamtaro: Adventure in Ham-Ham Land (Tottoko Hamutaro: Hamu Hamu Land Daibouken) (2001) - mediometraggio
- Hamtaro e la Principessa dei Sogni (Tottoko Hamutaro: Ham Ham Ham~Jya! Maboroshi no Princess) (2002) - mediometraggio
- Hamtaro: Miracolo nella Valle Aurora (Tottoko Hamutaro: Ham Ham Grand Prix Aurora Tani no Kiseki ) (2003) - mediometraggio
- C'era una volta Hamtaro (Tottoko Hamutaro: Ham Ham Paradi-chu! Hamutaro to Fushigi no Oni no Ehonto) (2004) - mediometraggio
- Air (2005)
- Clannad (2007)

### Cartoni animati in co-produzione
- Mighty Orbots, serie TV, 1984 - regia
- The Blinkins, special TV, 1986 - regia
- Bionic Six, serie TV, 1987 - regia

### Altri ruoli
- Le mille e una notte, film, 1969 - art director
- Moomin, serie TV, 1969-70 - storyboard
- Le avventure di Lupin III, serie TV, 1971-72 - storyboard
- Akado Suzunosuke, serie TV, 1972-73 - storyboard
- Samurai Giants, serie TV, 1973 - storyboard
- Kanashimi no Belladonna, film, 1973 - key animation
- Botchan, film TV, 1980 - supervisione
- Astro Boy (2003), serie TV, 2003 - storyboard
- Cobra The Animation, serie TV, 2010 - sceneggiatura, storyboard
- Black Jack FINAL, OAV, 2011 - supervisione